# Olekszandr Anatolijovics Zavarov
Olekszandr Anatolijovics Zavarov (ukránul: Олександр Анатолійович Заваров; Luhanszk, 1961. április 26. –) ukrán labdarúgóedző, korábban szovjet válogatott labdarúgó.

## Pályafutása

### Klubcsapatban
Pályafutását szülővárosában a 'Zorja Luhanszkban kezdte. 1977 és 1979 között, illetve 1982-ben játszott ott, közben az 1980-as és 1981-es évet az SZKA Rosztov csapatnál töltötte. 1983 és 1988 között a Dinamo Kijiv játékosa volt. Többszörös szovjet bajnok, kupa- és szuperkupagyőztes. 1986-ban csapatával megnyerte a kupagyőztesek Európa-kupáját is. 1988 és 1990 között játszott a Juventusban, ezzel ő lett az első szovjet játékos a Serie A történetében. Első idényében megkapta a 10-es mezszámot, melyben ezt megelőzően Michel Platini játszott. A Juventusban töltött két éve nem volt túl sikeres, annak ellenére, hogy 1990-ben megnyerték az olasz kupát és az UEFA-kupát és annak ellenére, hogy Szjarhej Alejnyikav személyében a második szezonra honfitársat is kapott maga mellé. Nem jött ki igazán a vezetőedzővel,
Dino Zoffal, illetve az olasz nyelvvel is küzdött.  Ezt követően a francia AS Nancyhoz szerződött, ahol öt szezont játszott, majd 1995-ben Saint-Dizier-be költözött, ahol a helyi klubban játszott 1998-as visszavonulásáig.

### A válogatottban
1985 és 1990 között 41 alkalommal szerepelt a szovjet válogatottban és 6 gólt szerzett. Részt vett az 1986-os és az 1990-es világbajnokságon, illetve az 1988-as Európa-bajnokságon, ahol döntőt játszottak.

## Sikerei, díjai

### Játékosként
SZKA Rosztov
- Szovjet kupa (1): 1981

Dinamo Kijiv
- Szovjet bajnok (2): 1985, 1986
- Szovjet kupa (2): 1985, 1987
- Szovjet szuperkupa (2): 1985, 1986
- Kupagyőztesek Európa-kupája (1): 1985–86
- Trofeo Santiago Bernabéu (1): 1986

Juventus
- UEFA-kupa (1): 1989–90
- Olasz kupa (1): 1989–90

Szovjetunió
- Európa-bajnoki döntős (1): 1988

Egyéni
- A kupagyőztesek Európa-kupájának társgólkirálya (1): 1985–86 (5 gól)
- Az év ukrán labdarúgója (1): 1986
- Az év szovjet labdarúgója (1): 1986

## Külső hivatkozások
- Olekszandr Anatolijovics Zavarov – a FIFA adatbázisában
- Olekszandr Zavarov adatlapja a National-Football-Teams.com oldalon (angolul)

- Olekszandr Zavarov. eu-football.info